# VI Governo Regional da Madeira
O VI Governo Regional da Madeira foi formado com base nas eleições legislativas regionais de 11 de outubro de 1992, em que o Partido Social Democrata (PPD/PSD) venceu com maioria absoluta. A tomada de posse ocorreu no dia 11 de novembro de 1992.

## Composição
Os membros do VI Governo Regional da Madeira eram:
| Retrato | Cargo                                                        | Detentor                                   | Partido | Partido | Período                                         |
| ------- | ------------------------------------------------------------ | ------------------------------------------ | ------- | ------- | ----------------------------------------------- |
|         | Presidente do Governo Regional                               | Alberto João Cardoso Gonçalves Jardim      |         | PPD/PSD | 11 de novembro de 1992 a 11 de novembro de 1996 |
|         | Secretário Regional de Agricultura, Florestas e Pescas       | Manuel Jorge Bazenga Marques               |         | PPD/PSD | 11 de novembro de 1992 a 11 de novembro de 1996 |
|         | Secretário Regional dos Assuntos Parlamentares e Comunicação | Eduardo António Brazão de Castro           |         | PPD/PSD | 11 de novembro de 1992 a 11 de novembro de 1996 |
|         | Secretário Regional do Turismo e Cultura                     | João Carlos Nunes Abreu                    |         | PPD/PSD | 11 de novembro de 1992 a 11 de novembro de 1996 |
|         | Secretário Regional do Equipamento Social e Ambiente         | Jorge Manuel Jardim Fernandes              |         | PPD/PSD | 11 de novembro de 1992 a 11 de novembro de 1996 |
|         | Secretário Regional dos Assuntos Sociais                     | Rui Adriano Ferreira de Freitas            |         | PPD/PSD | 11 de novembro de 1992 a 11 de novembro de 1996 |
|         | Secretário Regional de Finanças                              | José Paulo Baptista Fontes                 |         | PPD/PSD | 11 de novembro de 1992 a 11 de novembro de 1996 |
|         | Secretário Regional de Economia e Cooperação Externa         | José Agostinho Gomes Pereira de Gouveia    |         | PPD/PSD | 11 de novembro de 1992 a 11 de novembro de 1996 |
|         | Secretário Regional de Educação                              | Francisco Miguel Azinhais Abreu dos Santos |         | PPD/PSD | 11 de novembro de 1992 a 11 de novembro de 1996 |